# УКСК 3С14 (пусковая установка)

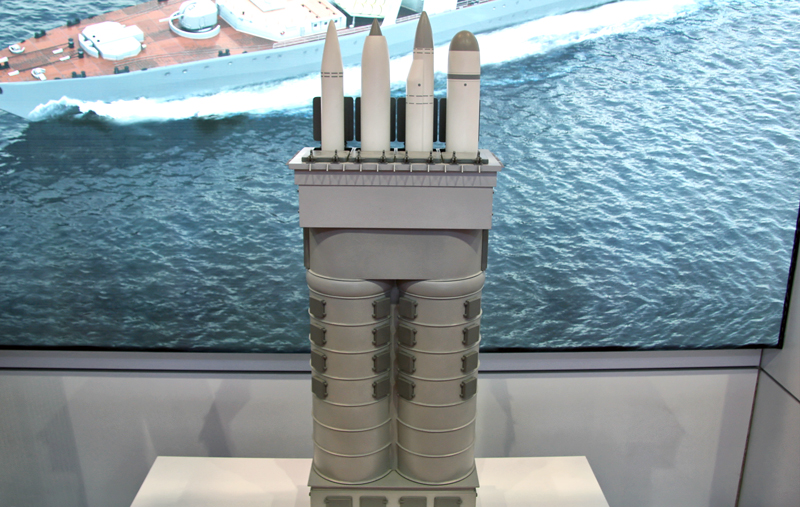
Макет УКСК на МВМС-2011

Универсальный корабельный стрельбовый комплекс 3С14 (УКСК) — российская корабельная вертикальная пусковая установка производства концерна «Моринформсистема-Агат». Разработанна ОАО «Конструкторское бюро специального машиностроения» (КБСМ), входящим в состав ОАО «Концерн ПВО „Алмаз-Антей“». Комплекс предназначен для запуска имеющихся и перспективных крылатых и противолодочных ракет. Устанавливается на новейшие корабли российского флота, предлагается на экспорт.

## Модификации
Выпускается в нескольких исполнениях:
- Подпалубная установка 3С-14Э — размещается в специально оборудованном подпалубном погребе;
- Контейнерная подпалубная установка 3С-14КЭ (на 4 ракеты) — не требует специально оборудованного погреба, является российским аналогом популярной концепции контейнерных установок типа mk41

Существует также палубная модификация:
- Наклонная палубная установка 3С-14ПЭ (на 2 ракеты) — устанавливается на палубе.

## Размерность пусковых установок
| Индекс ПУ | Тип ПУ          | Количество ячеек в модуле | Высота ПУ, мм | Ширина ПУ, мм | Длина ПУ, мм | Масса ПУ, кг | Время открывания крышки, с | Потребляемая мощность кВт |
| --------- | --------------- | ------------------------- | ------------- | ------------- | ------------ | ------------ | -------------------------- | ------------------------- |
| 3С14У1    | бесконтейнерная | 8                         | 9580          | 2180          | 3960         | 14000        | 2,5                        | 30                        |
| 3С14У2    | бесконтейнерная | 4                         | 9580          | 2180          | 2280         | 7000         | 2,5                        | 30                        |
| 3С14УК1   | контейнерная    | 8                         | 9580          | 2300          | 4100         | 17000        | 2,5                        | 32                        |
| 3С14УК2   | контейнерная    | 4                         | 9580          | 2300          | 2300         | 9500         | 2,5                        | 32                        |

## Номенклатура применяемых ракет
В настоящий момент, УКСК 3С14 унифицирован под запуск следующих ракет:
- семейство «Калибр»
  - 3М54Т / 3М54ТЭ (противокорабельная ракета)
  - 3М54Т1 / 3М54ТЭ1 (противокорабельная ракета)
  - 3М14Т / 3М14ТЭ (крылатая ракета большой дальности)
  - 91РТ2 / 91РТЭ2 (противолодочная ракета)
  - 91РЭ1 с малогабаритной противолодочной торпедой МПТ-1УМ/МПТ-1УМЭ из состава комплекса «Ответ»[2]
- семейство «Оникс» / «Яхонт»
  - 3М55 (противокорабельная ракета)
  - БраМос (противокорабельная ракета)
- семейство «Циркон»
  - 3М22 (перспективная гиперзвуковая противокорабельная ракета)[3]

## Носители
На 2017 год носителями ПУ 3С14 являются:
- Адмирал Нахимов (атомный крейсер)
- Фрегаты проекта 22350
- Фрегаты проекта 11356
- Корветы проекта 20385
- Ракетные корабли проекта 11661
- Малые ракетные корабли проекта 21631
- Малые ракетные корабли проекта 22800